# 장이
장이(張耳, ? ~ 기원전 202년)는 전국 시대 위나라 사람으로, 진나라 말기에 부활한 조나라의 대신이자, 한나라의 무장이자 제후왕으로 조나라 왕을 지냈다. 시호는 조경왕(趙景王)이다.

## 생애

### 위나라 시기
원래 위나라의 도읍인 대량 사람으로, 젊어서는 위나라 신릉군(信陵君)의 식객을 지냈다. 외황에서 망명하고 있을 때 그 지방의 부자의 빈객과 친분을 맺었고, 그 빈객이 부자에게 사윗감으로 추천했다. 마침 부자의 딸은 남편에게서 달아나 부자에게 있다가 빈객의 추천을 들었고, 그 자리에서 장이에게 시집갔다. 이후 처가의 도움을 받아 위나라에 임관해 외황령을 지내면서 어질다는 명성을 더해갔고, 젊은 진여와 친분을 맺어 처음에는 부자의 의를 맺었다가 후에 문경지교를 맺었다.
진나라가 대량을 멸하자 외황에 있었고, 아직 재야에 있던 한 고조도 장이를 따라 여러 달 동안 빈객으로 지냈다. 기원전 225년, 마침내 진나라가 위나라를 멸하자 진여와 함께 위나라의 명사로 지목돼 진나라에서 현상금 1천 금, 진여는 5백 금이 각각 걸려, 함께 진현으로 달아나 마을의 문지기 노릇으로 생계를 삼았다. 마을의 관리에게 진여가 매질당할 때 분격하려는 진여를 슬그머니 말리고, “처음에 우리가 뭐라고 했는가? 이제 작은 치욕 때문에 일개 관리에게 죽으려는가?”라고 했다. 진여도 이에 수긍했다. 이후 진나라에서 자신들을 잡으라는 조서를 내리자, 역으로 이 내용을 전달하는 일을 맡기도 했다.

### 조나라 복구
진 이세황제 원년(기원전 209년), 진승 · 오광이 기의해(진승·오광의 난), 시작하자마자 기현을 함락하고 곧 진현을 손에 넣었다. 장이는 진여와 함께 진승을 알현했고, 진승과 그 측근 모두 둘의 명성을 익히 알고 있었기에 미처 보기도 전부터 기뻐했다. 진중에서 진승을 왕으로 모시려는 움직임이 일어나자 진승에게서 자문을 받았고, 진여와 함께 아직 왕이 되는 것은 시급하지 않으며 먼저 진나라에 망한 다른 옛 전국7웅들을 복국시켜 진나라의 적을 늘리라고 조언했다. 진승은 이를 듣지 않고 왕이 됐다. 진여의 진언으로 진승이 일으킨 조나라 공격을 목표로 하는 별동대에서 좌우 교위를 맡아 대장 무신(武臣)을 따라 조나라 정벌에 나섰다. 무신이 황하를 건너자 함께 하북의 현들에 권고해 조나라의 10여 성을 얻고 수만 병사를 얻었으며 무신은 무신군의 군호를 일컬었으나, 다른 옛 조나라의 성들은 항복을 거부했다. 괴철의 조언 등에 따라 저항하던 옛 조나라의 영역마저도 손에 넣었다. 마침내 옛 조나라의 서울 한단에 이르렀을 때, 진여와 함께 진왕 진승이 자신들의 계책을 써 주지 않고 교위로 삼은 데에 대한 불만을 품어 마침내 무신을 조왕으로 추대하고 자신은 우승상에 임명되었다. 이 소식을 들은 진왕은 분노하여 무신, 장이, 진여, 소소 등의 일족을 다 죽이고 조나라를 공격하려 했으나, 진나라 상국의 만류로 오히려 무신을 회유해 함께 진나라를 치기로 하면서 장이의 아들 장오가 성도군에 봉해졌다.
장이는 진여와 함께 장초의 명령을 무시하고 옛 연나라와 대나라 지역을 손에 넣도록 조왕 무신을 권했다. 조나라 장수 한광은 연나라를 평정했으나 오히려 연왕으로 추대됐고, 장이는 조왕과 진여와 함께 연나라를 공격하러 갔는데 조왕이 연나라 군사에 사로잡혔다. 장이는 진여와 함께 근심했는데, 한 시양졸이 기지를 발휘해 겨우 조왕을 구출했다. 한편 항산을 공격하러 간 이량(李良)이 반란을 일으켜 무신을 죽이자, 조나라 사람들의 도움으로 진여와 함께 겨우 탈출해 군사를 모았다. 자신의 빈객에게서 조나라 왕족 출신을 왕으로 세우도록 권유를 받아 조헐을 조왕에 옹립하고, 신도(지금의 허베이성 싱타이 시에 있다)에 임시 수도를 정해 이량의 추격군을 격파했다.

### 거록 전투
진 이세황제 3년(207년) 10월, 장초와 6국의 부흥군을 가는 곳마다 무찌른 진나라 장수 장한이 이량의 투항을 받아 한단성을 접수하고 한단의 주민들을 하내로 이주시켰으며 성을 파괴했다. 이세황제 2년(기원전 208년) 9월(진나라 달력에 따른 것으로 한단성이 파괴되기 한 달 전)에 이미 장이는 조왕 헐과 함께 거록으로 달아났고, 거록성은 장한의 부장 왕리에게 포위되었다. 한편 진여가 항산에서 병사 수만을 모아 거록의 북쪽에 주둔하고, 장한은 극원에 있으면서 용도를 쌓아 왕리에게 군자를 공급했다. 왕리는 식량이 넉넉해 급히 공격했고, 거록성 안에는 식량이 부족했다. 그래서 장이는 진여에게 여러 차례 거록으로 오라고 했으나 진여는 군사가 적어서 감히 진나라에 도전하지 못했다. 여러 달이 지나자, 장이는 진여를 원망해 수하 장염(張黶)과 진석(陳澤)을 보내 비록 헛되이 죽을 뿐이라도 구원군을 내라고 재촉했다. 진여는 거절했으나, 장염과 진석이 한사코 청하자 군사 5천을 주어 싸우게 했고, 이들은 모두 죽었다.
연나라에서는 조나라의 위급을 듣고 이세황제 3년 10월에 장도가 이끄는 구원군을 보냈고, 제나라의 실권자 전영은 사실 조나라와 사이가 나빠 구원군을 보낼 생각이 없었으나 전영의 장수 전도가 전영의 뜻에 반기를 들고 조나라를 구원하러 출진했으며, 장이의 아들 장오도 대군에서 1만여 군사를 모았으나, 이들은 진나라에 감히 도전하지 못했다. 초나라에서는 이미 이세황제 2년 9월에 송의를 대장으로 삼아 구원군을 보냈으나, 송의는 사실 조나라를 힘써 구원할 생각이 없었고 진나라와 조나라가 싸우다 양측이 다 피곤해질 때 한 번에 무찌를 생각이었는데, 군권을 빼앗긴 항우가 이에 불만을 품고 송의를 쳐죽이고 적극적으로 조나라를 구원하러 움직였다. 먼저 영포 등의 선발대로 용도를 여러 차례 공격해 왕리 군의 식량을 핍절케 하고, 마침내 자신도 강을 건너 거록을 포위한 진나라 군대를 격파했다. 이를 본 제후군도 가담해 진나라 군대를 무찌르니, 12월에 거록의 포위가 그제야 풀렸다.
장이는 거록성에서 조왕 헐과 함께 나와 제후들에게 사례하고 다녔는데, 진여를 만나자 분노를 터뜨리며 장염과 진석의 행방을 물었다. 진여는 화를 내며 진나라와 싸우다 죽었다고 말했으나 장이는 진여가 죽여버린 게 아닌가 의심해 여러 번 물었다. 진여가 분김에 장군의 인수를 장이에게 던지고 장이가 놀란 틈에 측간으로 가자, 장이의 식객이 장이에게 진여의 인수를 아주 가지라고 권했고, 장이는 이를 따라 진여의 휘하를 모두 거두었다. 진여가 돌아와서는 장이가 인수를 돌려주지 않자 다른 곳으로 떠났고, 둘 사이는 이렇게 깨졌다. 이세황제 3년 1월의 일이었다.

### 조나라 왕
장이는 조왕 헐을 신도로 돌려보내고 자신은 항우를 따라 진나라를 공격하러 떠났다. 마침내 기원전 206년에 항우가 진나라를 멸하고 각지에 제후왕들을 봉하면서 원래의 육국의 세력을 약화시키고자 각 나라를 쪼갰고, 자신을 따라온 장수들을 중용해 각각의 본국을 주고 원래의 왕들은 다른 곳으로 옮겼다. 따라서 조나라에서 대나라를 갈라내 원래의 조왕 헐은 대왕이 되었고, 장이는 나머지 조나라 영역을 가지고 새로 세워진 항산(恒山)국의 왕이 되었으며 서울을 양국에 두었다. 한편 진여는 진나라 멸망에 공이 없다 해 그저 남피의 세 현을 주었다.
항우의 분봉에 불만을 품은 진여는 마침 비슷한 불만을 품은 전영이 항우가 쪼갠 세 제나라(제, 교동, 제북)를 아우르고 스스로 제나라 왕이 되어 자신에게 군사적 지원을 해 주자 봉읍에서 군사를 긁어모았고, 장이는 진여의 공격을 받아 패주했다. 원래는 서초패왕 항우에게로 달아나려 했으나, 문객의 말을 듣고 한왕 유방에게로 방향을 돌렸다. 한왕 2년 10월(기원전 205년), 마침 옹왕 장한을 폐구에서 포위하고 새나라와 적나라를 평정한 한왕을 만났고, 한왕의 후대를 받았다.
한왕은 서초패왕과 싸우고자 조나라를 아우른 실권자가 된 진여에게 지원을 요청했는데, 진여가 요구한 대가는 장이의 목숨이었다. 한왕은 장이를 죽이지 않고 진여를 속여 지원을 받아냈다. 한왕 2년 4월(기원전 205년), 한왕이 이끄는 제후연합군이 팽성 전투에서 패배하자 진여를 포함한 뭇 제후들이 한왕을 배신했다. 한왕은 한신을 보내 한왕에게서 돌아선 제후들을 공격하게 했고, 한신이 대·조나라를 공격하기 시작하면서 한왕의 명령으로 한신과 함께 원정군을 이끌었다. 정형 전투에서도 한신과 함께 대장으로 참전해 한왕 3년 10월(기원전 204년)에 조나라를 멸망시켜 한왕 4년 11월(기원전 203년)에 한왕에게서 조왕으로 봉해졌다. 한왕 3년, 조나라 멸망 후 한신과 함께 지휘하고 있던 군대를 한왕에게 뺏기고, 조나라로 가서 병력을 더 모으도록 명령을 받았다. 한왕 5년(기원전 202년)에 죽어 시호를 경(景)이라 했고, 아들 장오가 뒤를 이어 조나라 왕이 됐다.